# Bradysiopsis vittata
Bradysiopsis vittata är en tvåvingeart som först beskrevs av Johann Wilhelm Meigen 1830.  Bradysiopsis vittata ingår i släktet Bradysiopsis och familjen sorgmyggor.
Artens utbredningsområde är Tyskland. Arten är reproducerande i Sverige. Inga underarter finns listade i Catalogue of Life.